# Lo stato naturale
Lo stato naturale è il quinto album della cantante italiana Rossana Casale, pubblicato nel 1991 dall'etichetta discografica Philips e distribuito dalla PolyGram.
Con il brano Terra l'artista ha partecipato nello stesso anno al Festival di Sanremo nella sezione "Campioni", mentre Per me è stato presentato ad alcune tappe del Cantagiro.

## Tracce
1. Lo stato naturale
2. Per me
3. Siamo vivi
4. Terra
5. La grande strada
6. Che fare?
7. Pioggia
8. Male
9. Spiaggia libera
10. Senza

## Formazione
- Rossana Casale – voce, cori
- Andrea Zuppini – chitarra elettrica
- Aldo Mella – basso
- Maurizio Fabrizio – chitarra acustica, cori, tastiera, pianoforte
- Toure Kunda – percussioni, cori
- Candelo Cabezas – percussioni
- Maxx Furian – batteria
- Carlo Atti – sassofono tenore
- Emanuele Cisi – sassofono soprano
- Kiandinga Pezo, Cristina Gagliardi, Alex Baroni, Aida Cooper, Fawzia Selama, Danila Satragno, Corinne Guarnieri – cori